# 辛店街道 (洛阳市)
辛店镇，是中华人民共和国河南省洛陽市涧西区下辖的一个乡镇级行政单位。由洛阳高新技术产业开发区托管。

## 行政区划
辛店镇下辖以下地区：
辛店村、龙池沟村、延秋村、马赵营村、大营村、太后庄村、于家营村、寺沟村、董窑村、昌沟村、西沙坡村、柳行村、后营村、白营村、三元村、徐家营村、吕沟村、张沟村、老井村、姚沟村、莲池沟村和史家沟村。